# 米奇·卡普爾
米切爾·大衛·卡普爾（英語：Mitchell David Kapor，1950年11月1日—）是蓮花軟體公司的創始人和Lotus 1-2-3的設計者。他也是電子前沿基金會的創始人之一，Mozilla基金會的第一任董事長。